# Chondrus
Chondrus és un gènere d'algues vermelles que conté 11 espècies:
- Chondrus armatus (Harvey) Okamura
- Chondrus canaliculatus (C.Agardh) Greville
- Chondrus crispus Stackhouse
- Chondrus elatus Holmes
- Chondrus giganteus Yendo
- Chondrus ocellatus Holmes
- Chondrus pinnulatus (Harvey) Okamura
- Chondrus uncialis Harvey & Bailey
- Chondrus verrucosus Mikami
- Chondrus yendoi Yamada & Mikami